# Liste der Naturdenkmale in Heuchelheim bei Frankenthal
Die Liste der Naturdenkmale in Heuchelheim bei Frankenthal nennt die im Gemeindegebiet von Heuchelheim bei Frankenthal ausgewiesenen Naturdenkmale (Stand 30. März 2013).

## Naturdenkmale
| Nr.         | Bezeichnung                   | Lage                              | Beschreibung               | Bild                                    |
| ----------- | ----------------------------- | --------------------------------- | -------------------------- | --------------------------------------- |
| ND-7338-324 | Alter Friedhof bei der Kirche | Kirchenstraße, hinter Nr. 10 Lage | flächenhaftes Naturdenkmal | Direkt Bild zu diesem Denkmal hochladen |